# Христианские реликвии
Христиа́нские рели́квии — свято хранимые и почитаемые в исторических Церквях предметы, мощи и объекты, связанные с событиями прошлого, с атрибутами жизни святых, пророков или Бога. Все христианские реликвии освящены церковью и являются объектами почитательного поклонения, разной степени важности в зависимости от значимости события или святого. Историческая обоснованность многих реликвий иногда подвергается сомнению.

## Конфессиональная неоднозначность
Почитание реликвий имеет огромное значение в христианстве, главным образом в католицизме. Православная церковь в большей степени уделяет внимание почитанию икон, а не реликвиям.

### Реликвии вкатолицизме
Первой христианской реликвией считается плащаница с тела апостола Павла, которую использовали для исцеления страждущих. Во время крестовых походов в Европу хлынул целый поток реликвий, но Католическая церковь утвердила поклонение реликвиям только на Тридентском соборе 1545—1563. Наиболее ценными христианскими реликвиями в католичестве считаются фрагменты креста, на котором был распят Христос.

### Реликвии вправославии
Православная церковь ранее уделяла основное внимание почитанию икон, а не реликвий. Позже начинает развиваться паломничество православных верующих в различные страны мира для поклонения святыням, хранителями которых ныне являются представители не только других православных, но и иных христианских церквей. Как правило, православным паломникам предоставляется для этого разрешение и оказывается любезное содействие. Стремясь создать образ «Второго Иерусалима» и «Третьего Рима», православные государи и патриархи собирали христианские святыни, которые доступны верующим в большинстве храмов Православной церкви. В России большая часть реликвий находится в музеях Кремля — Оружейной палате, Успенском соборе. Среди главных святынь — частицы Ризы Христовой, Гвоздь из Креста Господня, частицы Ризы Богоматери. Уникальной реликвией является ковчег Дионисия Суздальского с частицей древа Животворящего Креста Господня и ещё 16 святынями, среди которых — частицы хитона Христа, тернового венца, ароматы, которыми помазывали тело Спасителя перед погребением.

### Реликвии впротестантизме
Протестантские реформаторы XVI в. единодушно осудили благоговейное отношение к мощам.

## Наиболее известные

### Связанные с Иисусом Христом
Основная статья: Реликвии, связанные с Иисусом
Множество реликвий, связанных с Иисусом, востребованы и почитаемы на протяжении всей истории христианства. Некоторые люди верят в их подлинность, другие сомневаются. Например, в XVI веке католический теолог Эразм Роттердамский с сарказмом писал о том, что можно было бы построить множество зданий из деревянных фрагментов, якобы являвшихся частью креста, на котором распяли Христа. Кроме того, пока эксперты вели дебаты о том, тремя или четырьмя гвоздями был распят Христос, их стало насчитываться по крайней мере тридцать.
Некоторые реликвии являются более почитаемыми, чем прочие. Так, реликвия, почитаемая как Терновый венец Го́спода, привлекает меньше паломников, чем такая реликвия, как Туринская плащаница.
Туринская плащаница

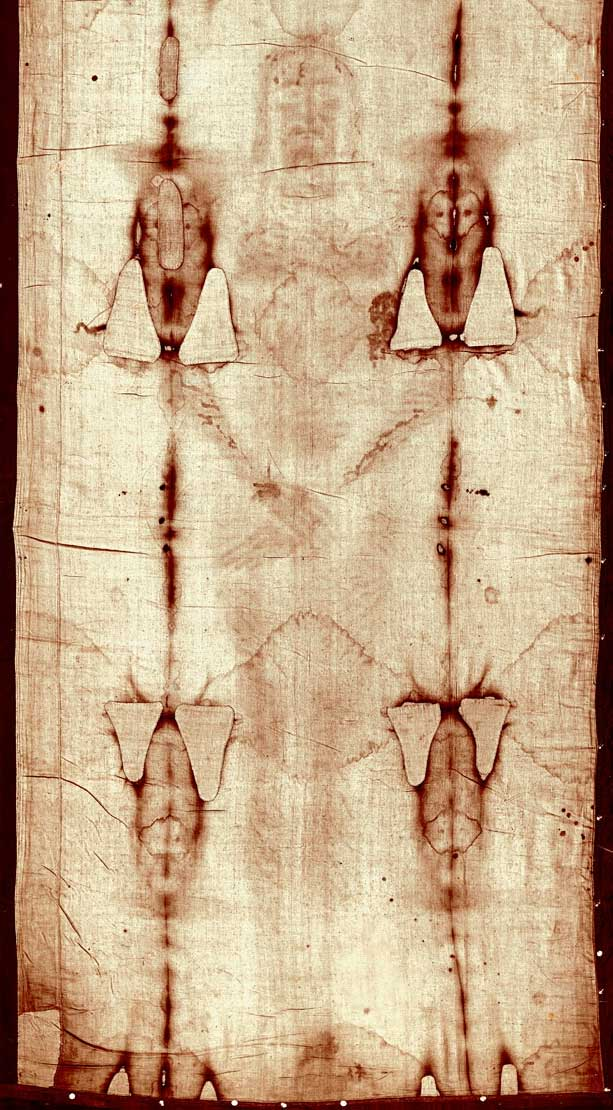
Передняя (лицевая) часть плащаницы

Является наиболее известной реликвией. Это ткань, в которую было завернуто тело Иисуса Христа после его смерти. На ней остались кровавые следы от ран тела Христа. Считается, что видимая плоская проекция человека является изображением Иисуса Христа. Исследования методом радиоуглеродного анализа показали возраст плащаницы 691 ± 31 год. Согласно профессору Фанти, исследования, проведённые в 2013 году, показали, что она, вероятно, создана в 33 году нашей эры (плюс-минус 250 лет). Своим же названием «Туринская» она обязана городу Турину, Италия, в котором она хранится.
Часть верующих убеждена, что на плащанице — подлинные отпечатки Лика и Тела Христа, отчего Туринская плащаница ценится как одна из важнейших реликвий христианства.
Католическая церковь официально не признаёт плащаницу подлинной, однако считает её важным напоминанием о Страстях Христовых.
Православная церковь не имеет официальной позиции по вопросу её подлинности; ряд церковных деятелей считает её подлинной.
Популярность: в 2010 году реликвия впервые в новом тысячелетии была открыта для паломничества, и за 45 дней её увидели 2,1 млн человек.
Терновый венец

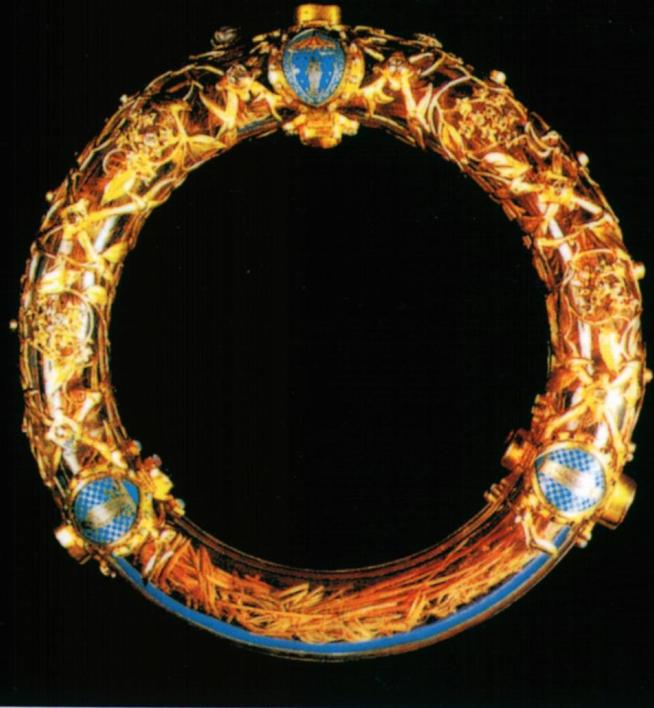
Терновый венец в соборе Нотр-Дам де Пари

Венец, возложенный на главу Го́спода (27:29). По мнению большинства толкователей, был сделан из белого терновника, росшего в изобилии в окрестностях Иерусалима. До наших дней сохранилось описание реликвий страстей Христовых, сделанное Николаем Месаритом — ризничим государева храма. Оно было составлено в 1200 году, то есть ровно за четыре года до разграбления Константинополя крестоносцами. Он отмечает, что венец чудесным образом зацветает и как бы сохраняется нетленным, что он «гладкий и нежный» и не имеет острых колючек, а скорее напоминает цветы.
В конце XIX в. венец был запаян в кольцеобразную стеклянную колбу, и научное исследование растений никогда не проводилось. Отсутствие реальных шипов не мешало французским королям отправлять в качестве особо ценного дара реликвии «шипов от тернового венца» в разные страны христианского мира. Реликвия находится в Париже, в соборе Нотр-Дам де Пари, а отдельные шипы во многих церквях мира.
Популярность: каждую первую пятницу месяца, а в католический Великий пост — каждую пятницу и в Страстную пятницу, — реликвию выносят к верующим, и каждый раз посмотреть на неё собираются тысячи человек.
Ясли Христовы
Ясли — кормушка для домашних животных, в которую, согласно евангельскому рассказу, Богородица, как в колыбель, положила новорожденного младенца Иисуса. Известны две реликвии, отождествляемые с яслями Христовыми: в Вифлееме и в Риме.

#### Реликвии Страстей
Эти и другие реликвии относятся к событиям Страстей Христовых и особенно важны в христианстве как напоминания о физических и духовных страданиях в последние дни и часы земной жизни Иисуса.
Реликвии Страстей — артефакты, особо сохраняемые церковью для почитания и использования в обрядах.
Реликвии включают в себя часть Орудий страстей как инструментов мученичества. Наиболее известные и почитаемые реликвии:
- Туринская плащаница — четырёхметровое льняное полотно, в которое, по преданию, Иосиф из Аримафеи завернул тело Иисуса Христа после Его Крестных страданий и смерти (Мф. 27:59-60);
- Терновый венец, который согласно Евангелиям, был возложен на голову Иисуса римскими воинами во время Его поругания;
- Животворящий Крест, на котором был распят Иисус;
- Копьё Лонгина — по преданию, именно этим копьём римский центурион Гай Кассий Лонгин, ударил распятого Иисуса Христа между 4 и 5 ребром. В различных церквях мира хранится несколько реликвий, которые считаются копьем Лонгина либо его фрагментом. Среди них:
  - Венское копьё
  - Армянское копьё
  - Ватиканское копьё
  - Краковское копьё
- Титло INRI — табличка со словами «Иисус Назорей, Царь Иудейский», написанными по указанию Понтия Пилата (Ин. 19:19);
- Сударь (пелена) — название описанного в Евангелии от Иоанна погребального плата с головы Иисуса Христа (Ин. 20:7);
- Меч святого Петра, которым, согласно Евангелиям, апостол Пётр во время взятия Христа под стражу отсёк ухо рабу первосвященника;
- Святой Грааль — чаша, в которую, по преданиям, собрали кровь Иисуса Христа;
- Плат Вероники — нерукотворное изображение Иисуса Христа, которое, по преданию, появилось на платке, который святая Вероника дала Иисусу Христу, когда он нёс свой крест на Голгофу, чтобы он вытер лицо;
- Риза Господня — бесшовный хитон, полученный по жребию одним из воинов, бывших при распятии Иисуса Христа (Ин. 19:23-24);
- Колонна (столб) бичевания — является, как утверждается, тем столбом, к которому был привязан Христос во время бичевания в доме Пилата;
- Святая лестница — согласно древней христианской традиции эта лестница была привезена в Рим в 326 году из Иерусалима святой Еленой и происходит из дворца Понтия Пилата, и по ней поднимался на суд Иисус Христос;
- Гвозди, которыми тело Иисуса было прибито к Кресту;
- Губка, с которой Иисуса напоили уксусом;
- Лестница, с помощью которой сняли тело мёртвого Иисуса с Креста;
- Клещи, которыми вынимали гвозди.

### Связанные с Богородицей
Пояс Пресвятой Богородицы
Реликвия, которую, по преданию, Дева Мария перед вознесением передала вместе с ризой двум иерусалимским вдовам (в католической традиции — апостолу Фоме). В честь реликвии в Православной церкви установлено празднование — «Положение честного Пояса Пресвятой Богородицы», совершаемое 31 августа (по юлианскому календарю). В Католической церкви почитаемым является пояс, находящийся в кафедральном соборе Св. Стефана в Прато.
Популярность: Поклониться реликвии, привезённой из Греции в Россию на месяц, пришли более 2,5 млн россиян в 15 городах.
Риза Богородицы
Реликвия, почитаемая в Православной церкви, представляет собой одежду, принадлежавшую, по преданию, Деве Марии. В честь реликвии установлено празднование — «Положение честно́й Ризы Пресвятой Богородицы во Влахерне» (Ризоположение), совершаемое 2 июля (по юлианскому календарю).

### Связанные со святыми
Голова Иоанна Крестителя.

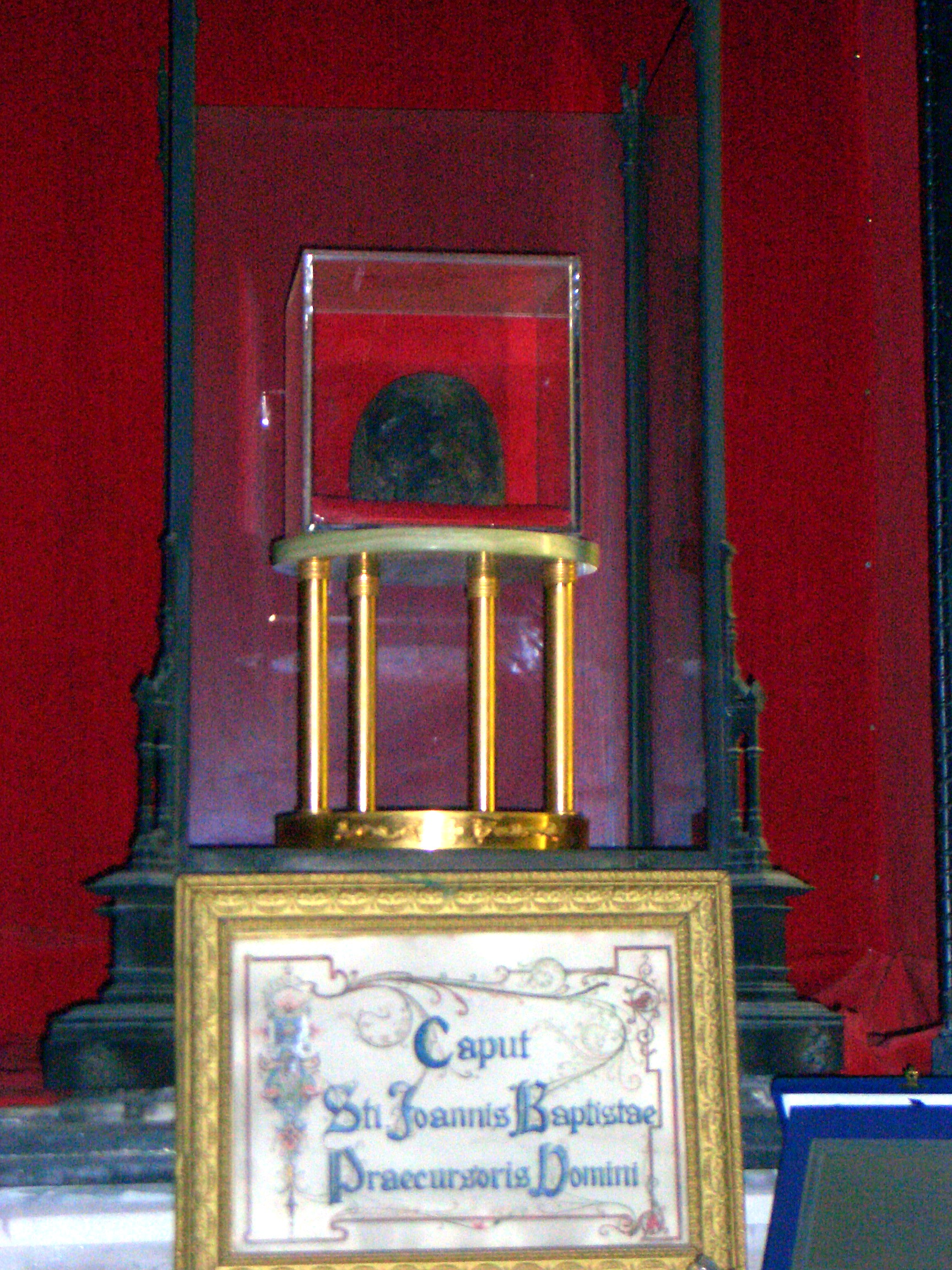
Глава святого Иоанна Крестителя в базилике Сан-Сильвестро-ин-Капите в Риме

Иоанн Креститель был обезглавлен Иродом Антипой из-за козней иудейской царевны Иродиады и её дочери Саломеи. По преданию, хранившуюся у Иродиады голову вынесла из дворца одна из её служанок, после чего святыню тайно погребли. Православная церковь празднует три Обретения главы Иоанна Предтечи. Католическая церковь считает единственной подлинной голову, которая хранится в церкви Сан-Сильвестро-ин-Капите в Риме. Последователи ислама, в свою очередь, утверждают, что голова Иоанна Крестителя находится в мечети Омейядов в Дамаске. Однако есть ещё несколько мест, в которых, как считается, тоже хранится голова: Амьен, Антиохия и Армения.
Популярность: общее число паломников, ежегодно стремящихся увидеть голову Иоанна Крестителя во всех названных местах, исчисляется сотнями тысяч.
Десница Иоанна Крестителя

Святая Десница Иоанна Крестителя

Реликвией является нетленная правая рука святого пророка Иоанна Крестителя. Одна из самых почитаемых святынь христианского мира, так как согласно Библии Иоанн Креститель возложил правую руку на голову Иисуса Христа во время Крещения. Реликвия хранится в Цетинском монастыре Черногории.
Вериги святого Петра
Цепи (вериги), которыми, по преданию, был скован апостол Пётр во время своих арестов. В Православной церкви установлено празднование поклонения честным веригам апостола Петра, которое совершается 16 января (по юлианскому календарю).
Меч святого Петра
- Крест Завиша
- Святая Стеклянница

## Мощи святых
В Христианской религии Мощи являются носителями благодатных сил, которые могут подаваться Богом верующим через останки святых. Традиция поклонения мощам исходит с первых времен христианства, когда христиане собирали останки мучеников. Платки, пропитанные кровью, косточки, хранимые христианами, укрепляли их веру.

### Сохраняемые Православной церковью
Частички мощей святых наряду с чудотворными иконами считаются наиболее важными святынями в православных храмах. В православных традициях — пешие походы, паломничества для поклонения святым, мощи которых хранятся в тех или иных монастырях. Принципиальным моментом в православии стало освящение алтарей храмов на частичках мощей мучеников — в антиминс вшиваются мощи мучеников.
- Десница Иоанна Крестителя
- Кийский крест — мощевик, изготовленный по заказу патриарха Никона для Онежского (Кийского) Крестного монастыря. В крест помещено 108 частиц мощей святых и 16 камней с мест библейских событий[16].
- Ковчег Князя Хворостинина — ковчег-мощевик с иконой святого Константина и святой Елены и Крестом Животворящего Древа. Согласно Описи Благовещенского собора 1680 года, в ковчеге хранились мощи нескольких святых: перст святой Параскевы, перст Матфея Новомученного Чудотворца и небольшая кость святой Гликерии[17].
- Ковчег с частицей святых мощей Апостола Варфоломея в Кафедральном соборе Святых Жен-мироносиц в Баку.
- Глава апостола и евангелиста Луки в русском Свято-Пантелеймоновом монастыре на Афоне.
- Мощи Святого Александра Невского.
- Мощи Святого Андрея Первозванного.
- Мощи великомученика Димитрия Солунского в базилике Святого Димитрия в Салониках.
- Мощи святых преподобных отцов Киево-Печерских Дальних пещер (49 святых) и Ближних пещер (79 святых) Киево-Печерской лавры.
- Мощи Преподобных Максима Грека и Сергия Радонежского в Троице-Сергиевой Лавре.
- Мощи Иоанна Златоуста, Григория Богослова и Евфимии Всехвальной в церкви Святого Георгия в Стамбуле.
- Мощи Софии Слуцкой в Свято-Духовом кафедральном соборе Минска.
- Мощи Матроны Московской в Покровском монастыре Москвы.
- Мощи преподобного Александра Свирского в Свято-Троицком мужском Монастыре Александра-Свирского.

### Сохраняемые Католической церковью
{{Заго
ела}}
- Голова Иоанна Предтечи в базилике Сан-Сильвестро-ин-Капите в Риме и в соборе Notre-Dame d’Amiens во Франции.
- Реликварий святого Мавра.
- Мощи Гервасия и Протасия в крипте базилики Сант-Амброджо.
- Мощи Святой Екатерины Сиенской в Санта-Мария-сопра-Минерва в Риме.
- Мощи святителя Николая в крипте базилики Св. Николая в городе Бари (Италия).
- Мощи Святой Мундиции в соборе Святого Петра в Мюнхене.
- Мощи Святого Климента в римской базилике Святого Климента.
- Мощи Святого Людгера и Альтфрида Мюнстерского в церкви Святого Людгера в Германии.